# زمین‌لرزه نوامبر ۱۹۳۰ آلبانی
زمین‌لرزه آلبانی در تاریخ ۲۱ نوامبر ۱۹۳۰ میلادی، برابر با ‎۳۰ آبان ۱۳۰۹، ساعت ۲:۰۰:۲۵ به زمان یوتی‌سی در آلبانی رخ داد. ژرفای این زلزله ۱۲ کیلومتر بود. بزرگی آن ۶ در مقیاس ریشتر اعلام شده‌است. زمین‌لرزه به وقت محلی در روز جمعه، ساعت ۳ روی داده و منطقه زمانی آن یوتی‌سی +۱ بوده‌است (با لحاظ تغییر ساعت تابستانی).
سازمان زمین‌شناسی آمریکا نیز جای این زمین‌لرزه را در مختصات ۴۰°۳۰′شمالی ۱۹°۳۰′شرقی / ۴۰٫۵°شمالی ۱۹٫۵°شرقی و بزرگی آنرا برابر با ۶ در مقیاس ریشتر اعلام کرده‌است. ژرفای گزارش شده از سوی این سازمان ۱۲ کیلومتر می‌باشد.
شمار کشتگان زلزله حدود ۳۵ نفر بوده‌است.